# Route 265 (Québec)
Pour les articles homonymes, voir Route 265.
La route 265 (R-265) est une route régionale québécoise d'orientation nord / sud située sur la rive sud du fleuve Saint-Laurent. Elle dessert la région administrative du Centre-du-Québec.

## Tracé
La route 265 débute à Plessisville, à l'intersection de la route 116, et se termine à Deschaillons-sur-Saint-Laurent, à l'intersection de la route 132, en bordure du fleuve Saint-Laurent. L'itinéraire de la route 265 a été tronqué depuis Black Lake jusqu'à Plessisville dans les années 1990; l'itinéraire de la route 165 se substitue alors à la route 265, tandis qu'est abandonné le projet d'A-65.

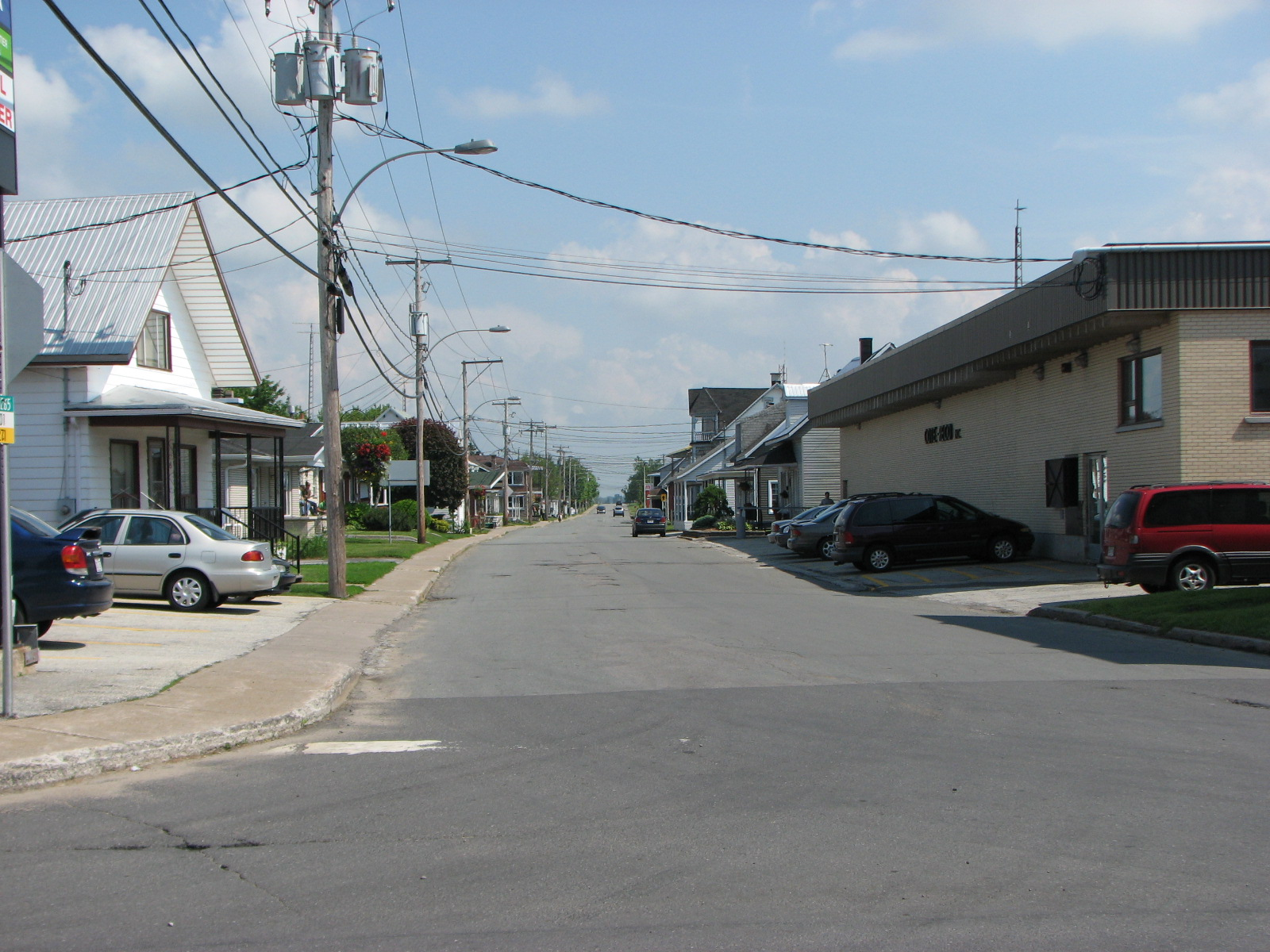
Extrémité nord de la route à Deschaillons-sur-Saint-Laurent.

## Localités traversées (du sud au nord)
Liste des municipalités dont le territoire est traversé par la route 265, regroupées par municipalité régionale de comté.

### Centre-du-Québec
L'Érable
- Plessisville
- Notre-Dame-de-Lourdes
- Villeroy

Bécancour
- Sainte-Françoise
- Fortierville
- Parisville
- Deschaillons-sur-Saint-Laurent

## Intersections majeures
| MRC                     | Municipalité                   | km    | Destinations                                    | Notes                                    |
| ----------------------- | ------------------------------ | ----- | ----------------------------------------------- | ---------------------------------------- |
| L'Érable                | Plessisville                   | 0,00  | R-116 – Thetford Mines, Laurierville            |                                          |
| L'Érable                | Notre-Dame-de-Lourdes          | 11,90 | R-218 – Notre-Dame-de-Lourdes                   |                                          |
| L'Érable                | Villeroy                       | 18,70 | A-20 – Montréal, Québec                         | Sortie 253 de l'A-20                     |
| Bécancour               | Fortierville                   | 37,10 | R-226 ouest – Sainte-Sophie-de-Lévrard          | Terminus sud du multiplex avec la R-226  |
| Bécancour               | Parisville                     | 41,70 | R-226 est – Saint-Édouard                       | Terminus nord du multiplex avec la R-226 |
| Bécancour               | Deschaillons-sur-Saint-Laurent | 47,40 | R-132 – Saint-Pierre-les-Becquets, Leclercville |                                          |
| - Terminus de multiplex |                                |       |                                                 |                                          |